# Siegendorfer Puszta und Heide

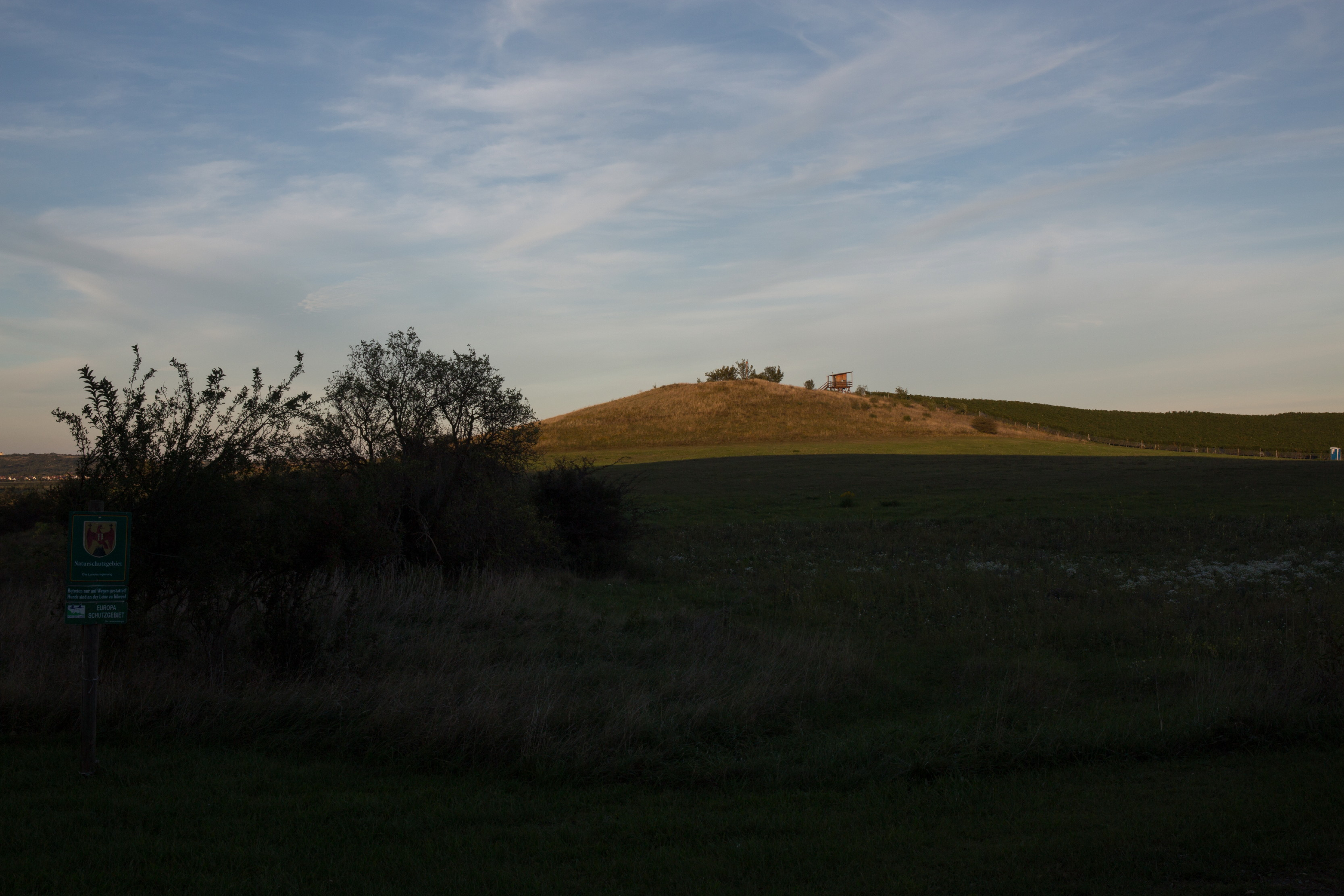
Siegendorfer Pußta (2018)

Die Siegendorfer Puszta und Heide ist ein Natur- und Landschaftsschutzgebiet in der Katastralgemeinde Siegendorf in der Gemeinde Siegendorf im burgenländischen Bezirk Eisenstadt-Umgebung in Österreich.

## Beschreibung
Die Siegendorfer Sandpußta liegt an einer Geländekante zwischen der Ebene des Wulkabeckens und dem Ruster Höhenzug. Am Nordrand des nahegelegenen Oberseewaldes schließt sich die Siegendorfer Heide an, ein stark mit Weidesträuchern verwachsenes Gelände. Das Schutzgebiet hat eine Größe von 37 Hektar und liegt in zwischen 150 und 190 m ü. A.
Der Untergrund der Siegendorfer Puszta besteht aus kalkreichen pannonischen Sanden mit Fossilführung. Die Trockenrasen weisen eine reichhaltige Vegetation mit einigen seltenen Arten auf. Die Flächen entstanden durch extensive Beweidung und würden ohne menschlichem Einfluss verbuschen. Nach einem langjährigen Brachestadium werden die Flächen seit einigen Jahren wieder beweidet.
Im Norden der Siegendorfer Puszta gibt es in einer Senke artenreiche Salzwiesen („Sulzbreiten“), die in Pfeifengraswiesen und Schilfbestände übergehen.
Die Trockenrasen der Siegendorfer Heide haben sich über tiefgründigen und weitgehend kalkfreien Sandböden entwickelt. Von den früher sehr ausgedehnten Trockenrasen und Wacholderheiden ist aufgrund der Wiederbewaldung nur noch sehr wenig erhalten.